# (300206) 2006 WW126
(300206) 2006 WW126 es un asteroide perteneciente al cinturón de asteroides, región del sistema solar que se encuentra entre las órbitas de Marte y Júpiter, descubierto el 15 de noviembre de 2006 por el equipo del Catalina Sky Survey desde el Catalina Sky Survey, Arizona, Estados Unidos.

## Designación y nombre
Designado provisionalmente como 2006 WW126. 

## Características orbitales
2006 WW126 está situado a una distancia media del Sol de 3,009 ua, pudiendo alejarse hasta 3,789 ua y acercarse hasta 2,229 ua. Su excentricidad es 0,259 y la inclinación orbital 8,241 grados. Emplea 1906,82 días en completar una órbita alrededor del Sol.

## Características físicas
La magnitud absoluta de 2006 WW126 es 16,2. 